# シ (스테가나)
ㇱ는 코가키 가타카나인 シ이며 아이누어 및 대만어 가나와 한국어의 가나 표기에 사용되는 가나의 하나이다. 앞의 음과 짝을 지어서 1모라를 형성한다. 보통은 일본어에서는 사용되지 않는다.
‘シ’의 발음과 다르며 シ를 발음할지 안할지(내파음) 정도의 숨이 새는 경우에 사용되며 음절 마지막인 ‘s’의 발음이 된다. 아이누어의 경우에는 ‘개음절의 음절 끝 자음 S’가 된다.
대만어 가나에서는 ‘ak’, ‘ek’, ‘iak’, ‘iok’, ‘ok’, ‘oak’일 때에 사용된다.
개음절의 음절 끝 자음 S에서의 발음이 되지만 일부 음은 ‘ㇲ’으로 표기된다.

## ㇱ에 관한 여러 사항
- 아이누어에 대응하는 목적으로 JIS X 0213에 추가된 가나의 하나이다.

## 같이 보기
- し
- 아이누어